# Francisco José Marcora
Francisco José Marcora Cirimello (Artigas, Uruguay, 7 de marzo de 1912 - Montevideo, Uruguay, 30 de setiembre de 1978), fue un magistrado uruguayo, miembro de la Suprema Corte de Justicia de su país desde 1973 hasta su muerte (denominada únicamente Corte de Justicia desde 1977). 

## Primeros años
Nació en Artigas el 7 de marzo de 1912, hijo de Héctor Martín Angel Marcora, italiano, y de María Rosario Cirimello, uruguaya.
En 1937 ingresó como funcionario administrativo al Poder Judicial.
Paralelamente cursó estudios en la Facultad de Derecho de la Universidad de la República, donde obtuvo el título de abogado en 1941.
En 1942 fue nombrado actuario del Juzgado Letrado Civil de Primer Turno.

## Juez Letrado en el interior
En mayo de 1946 inició su carrera como magistrado al ser designado Juez Letrado de Artigas, su departamento natal.
En noviembre de 1947 fue trasladado al Juzgado Letrado de Soriano y en abril de 1949 al mismo cargo en Florida.

## Juez Letrado en la capital
En agosto de 1950 ascendió a cumplir funciones en Montevideo al ser nombrado Juez Letrado suplente.
En setiembre de 1951 fue nombrado Secretario de la Suprema Corte de Justicia, cargo que ocupó solo durante unos meses.
En marzo de 1952 fue designado Juez Letrado de Instrucción y Correccional de Primer Turno. En junio del mismo año pasó a ocupar el cargo de Juez Letrado de Menores de Segundo Turno.
En junio de 1954 fue trasladado al Juzgado Letrado del Crimen de Tercer Turno, donde permaneció durante casi ocho años, hasta que en marzo de 1962 fue nombrado Juez Letrado en lo Civil de Tercer Turno.

## Tribunal de Apelaciones
En febrero de 1965 obtuvo un nuevo ascenso al ser nombrado como uno de los ministros del nuevo Tribunal de Apelaciones en lo Penal de Segundo turno, que acababa de ser creado.
Permaneció integrando el mismo por espacio de ocho años.

## Suprema Corte de Justicia
Al producirse la vacante en la Suprema Corte de Justicia generada por el fallecimiento de Álvaro Méndez Modernell, el 29 de setiembre de 1973, el Parlamento había sido disuelto por el golpe de Estado del 27 de junio anterior, siendo sustituido por el Consejo de Estado nombrado por Juan María Bordaberry, el que comenzó a funcionar en diciembre del mismo año.
El artículo 236 de la Constitución establecía que transcurridos noventa días de ocurrida la vacante, quedaría automáticamente designado como ministro de la Suprema Corte de Justicia el miembro más antiguo de los Tribunales de Apelaciones, condición que en aquel momento correspondía a Marcora. Al expirar dicho plazo, por lo tanto, el 28 de diciembre de 1973 Marcora prestó juramento como nuevo integrante del máximo órgano judicial del país, siendo el primero en hacerlo ante el Consejo de Estado (Sabino Dante Sabini, quien había ingresado también por antigüedad cuatro meses antes, ya disuelto el Parlamento democráticamente electo, lo había hecho sin intervención de órgano legislativo alguno pues el Consejo de Estado aún no estaba en funcionamiento).

## Corte de Justicia
Tras el inicio de la dictadura cívico militar de 1973, se registró un paulatino cercenamiento de la autonomía e independencia del Poder Judicial. Con la asunción de la Presidencia de la República por Aparicio Méndez, dicho proceso se aceleró. Inmediatamente se creó el Ministerio de Justicia, mediante el artículo 2° del Decreto Constitucional (o Acto Institucional) número 3 de 1° de setiembre de 1976.
Menos de un año después, el 1° de julio de 1977, se dictó el Decreto Constitucional-Acto Institucional número 8, por el que se modificaron las normas constitucionales referentes al Poder Judicial, dejando de tener carácter de tal y pasando a denominarse Administración de Justicia y a depender administrativamente del Poder Ejecutivo. La Suprema Corte de Justicia pasó a llamarse únicamente Corte de Justicia, a secas, y perdió la mayor parte de sus competencias como jerarca administrativo del sistema judicial, por ejemplo, las referidas a designaciones y traslados de jueces, en las que pasó a tener solo la potestad de iniciativa y cuya resolución final quedó en manos del Poder Ejecutivo.
La Corte solo recuperaría su nombre anterior con el Acto Institucional N° 12 en 1981, y solo recobraría la plenitud de sus funciones constitucionales con el restablecimiento de la democracia en 1985. 

## Fallecimiento
Marcora asumió la Presidencia de la Corte para los años 1977 y 1978, pero falleció el 30 de setiembre de 1978, a los 66 años de edad.
Las vacantes producidas por su fallecimiento y por el retiro en agosto anterior de Rómulo Vago fueron cubiertas por el Consejo de la Nación en octubre del mismo año con las designaciones de Enrique Frigerio y Ramiro López Rivas.